# Burguete (cheval)
Pour les articles homonymes, voir Burguete.
Le cheval Burguete (en espagnol Caballo Burguete ou Caballo de Raza Burguete, en basque Aurizko zaldia) est une race de chevaux lourds originaire de la communauté forale de Navarre, région autonome du nord de l'Espagne. Issue de croisements avec le cheval breton, elle fait partie des races autochtones en danger d'extinction. Le Burguete est surtout élevé pour sa viande.

## Histoire
Le cheval de Burguete semble connu dès la fin du XIXe siècle dans la région de Navarre, en tant que poney local. Durant des années, il est influencé par d'autres races d'origine étrangère, notamment pour améliorer son aptitude à produire de la viande. C'est pourquoi la souche d'origine, la Jaca Navarra, est beaucoup croisée avec le cheval breton,, mais aussi avec d'autres races lourdes françaises, notamment le Comtois, le Percheron et l'Ardennais. Le cheval de race Burguete est réputé dans les régions voisines, d'abord comme animal de travail, puis comme animal à viande.
Au cours du temps, la taille et le poids de ces chevaux ont augmenté. Les mesures réalisées en 1917 donnaient une hauteur moyenne au garrot de 1,38 m. Elle est passée à 1,55 m en 1947.

## Description

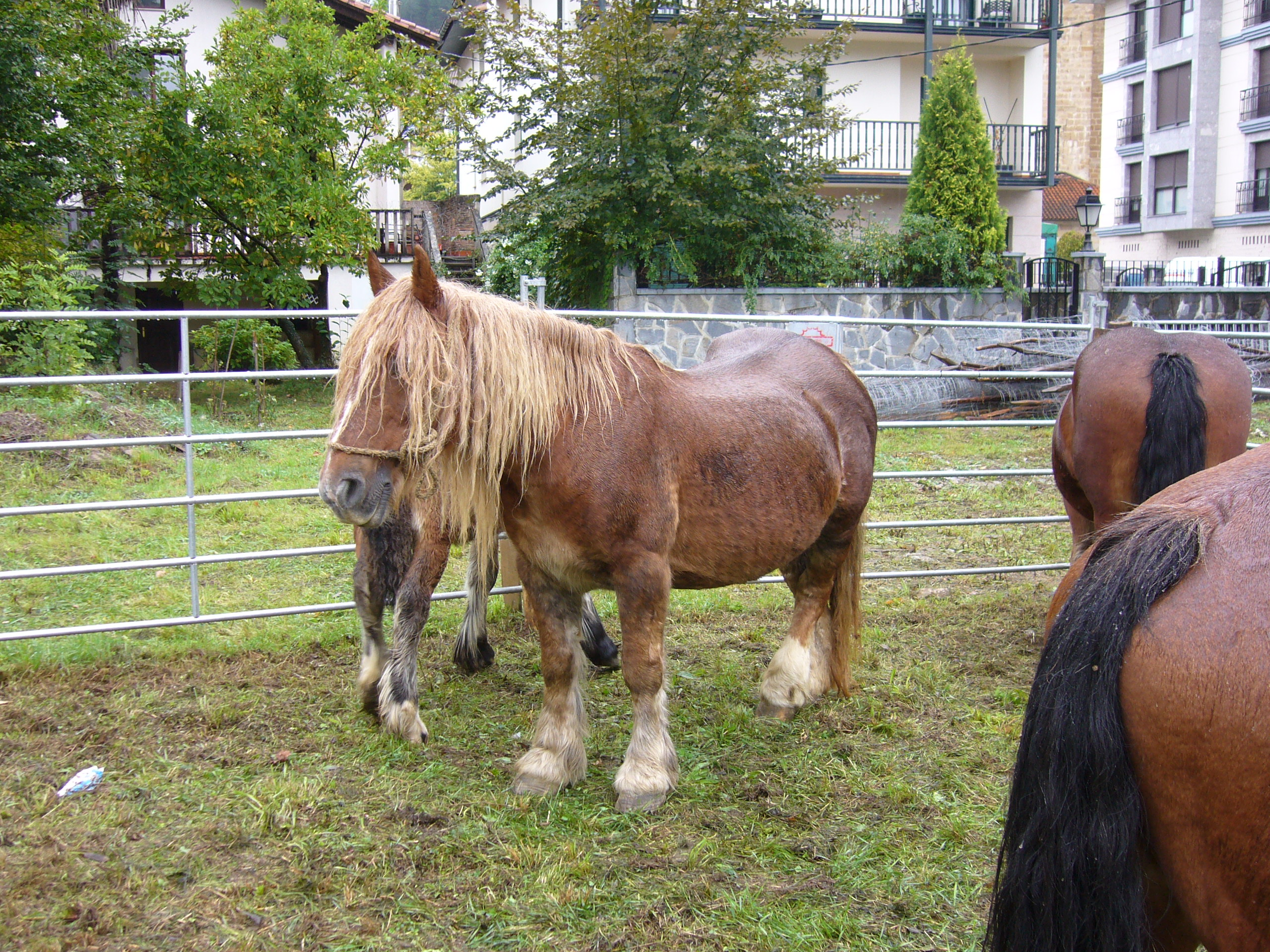
Cheval Burguete de robe alezane

### Taille et poids
Les mesures effectuées pour le Ministerio de Agricultura, Alimentación y Medio Ambiente donnent une taille moyenne de 1,50 m pour les mâles et 1,45 m pour les femelles. Le registre de la race autorise toutes les tailles, mais privilégie les chevaux « de bonne taille, sans qu'elle soit trop importante ». Le poids moyens des mâles est de 750 kg, celui des femelles de 650 kg. 

### Morphologie
Les chevaux Burguete sont assez différents morphologiquement. Le profil de la tête est rectiligne ou subconcave. L'animal tend à être médioligne, de proportions moyennes et d'assez grande taille (sub-hypermétrique). 

Tête du Burguete
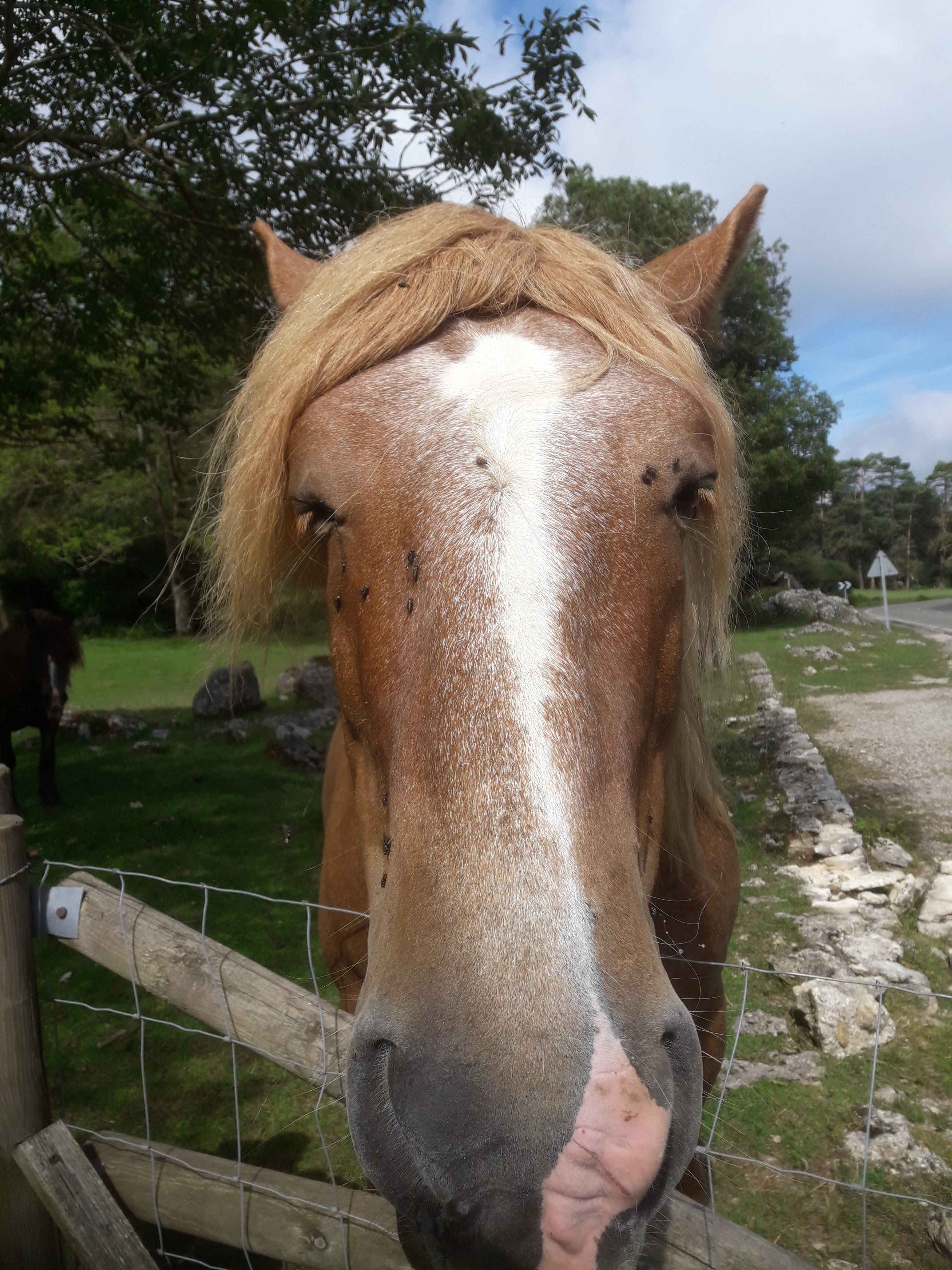
Alezan, vue de face
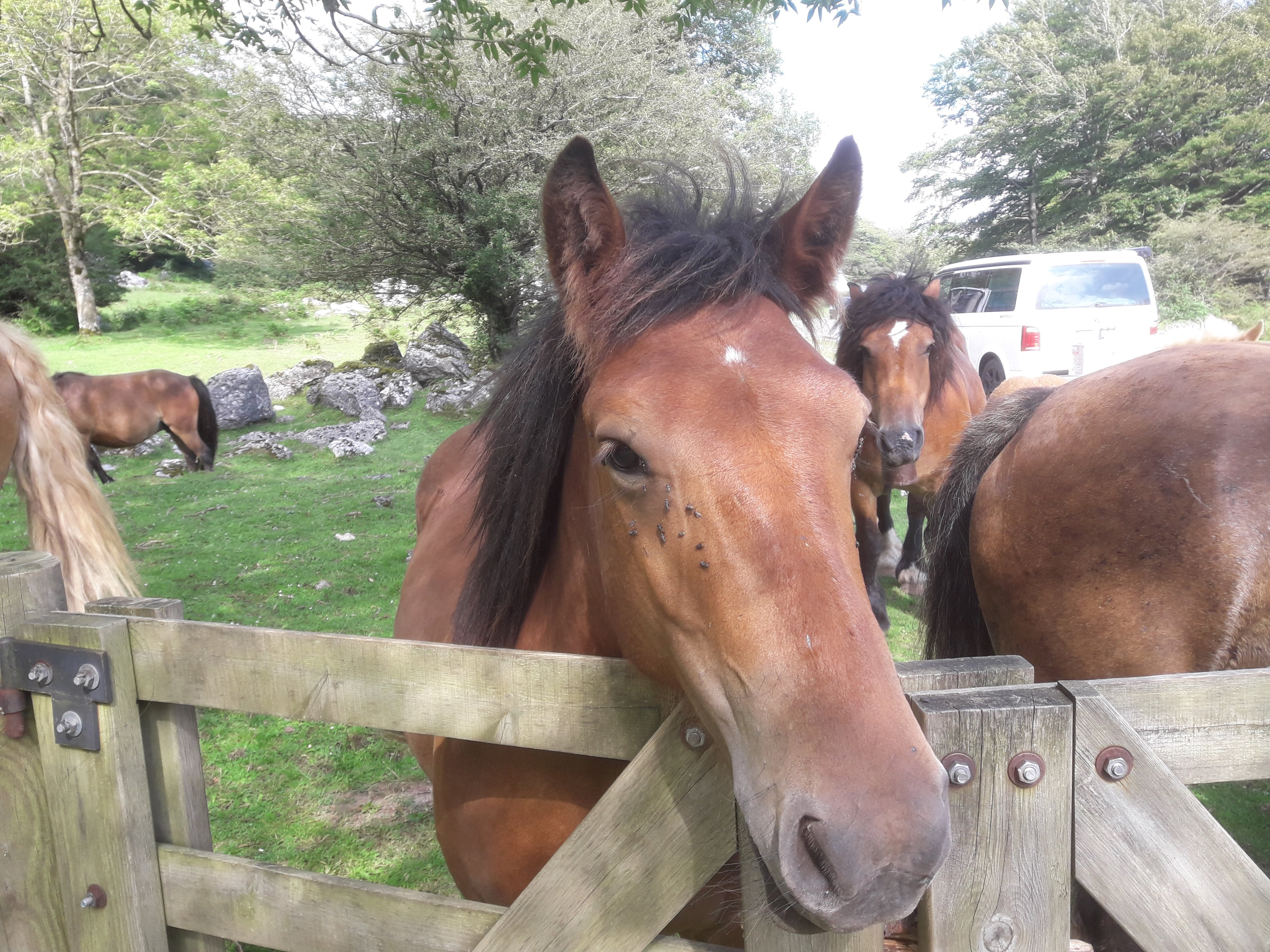
Bai, vue de trois quarts
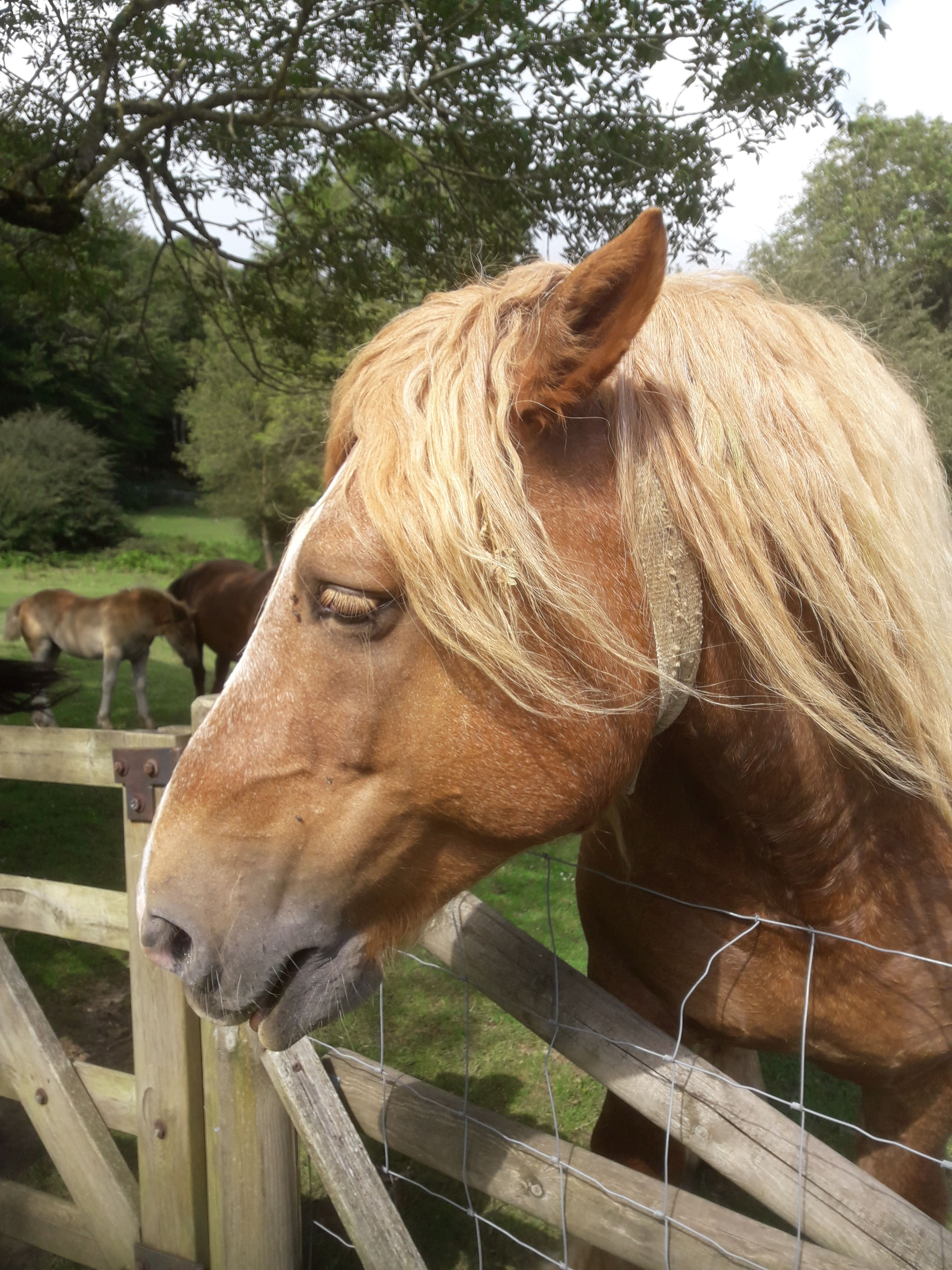
Alezan, vue de profil
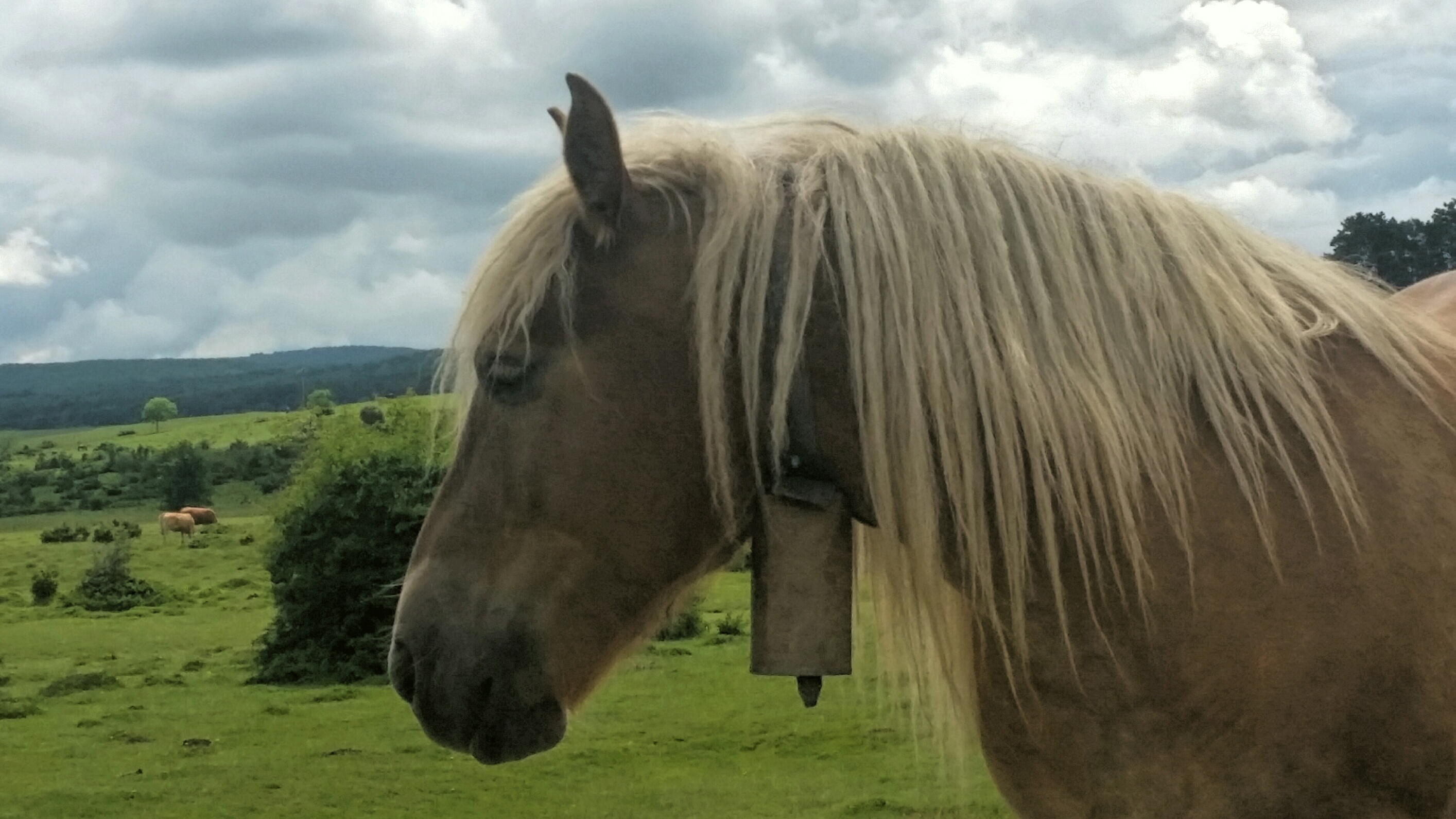
Alezan crins lavés, vue de profil

Le Burguete est vivace et harmonieux, doté de fanons fournis. La hauteur au garrot est proportionnelle à la hauteur sous le ventre, la ligne dorso-lombaire présente une bonne musculature. Il se caractérise aussi par une croissance rapide, lui permettant d'atteindre son plein développement dès 3 ou 4 ans. Les principales caractéristiques communes de la race sont l'importante rusticité qui la rend très adaptée à son biotope montagnard, ainsi que l'aptitude à la production de viande. Son rôle dans la gestion des zones de pâturage communes ainsi que pour favoriser le maintien de communautés rurales dans la montagne est reconnu.

### Robes
De nombreuses robes sont possibles, l'alezan étant sous toutes ses nuances étant la plus représentée. Il existe aussi des robes baies et noires. L'alezan et le bai sont les deux robes retenues par les données du ministère de l'agriculture espagnol.

### Sélection
Il n'existe pas de programme de sélection particulier, mais le gouvernement espagnol préconise une amélioration génétique pour augmenter la qualité du produit obtenu. La race est élevée essentiellement en semi-liberté dans les zones montagneuses de la Navarre, où ces chevaux trouvent eux-mêmes de quoi pâturer. Les interventions humaines sont minimales, limitées aux problèmes liés au mauvais temps, en particulier en cas de chute de neige.

## Utilisations

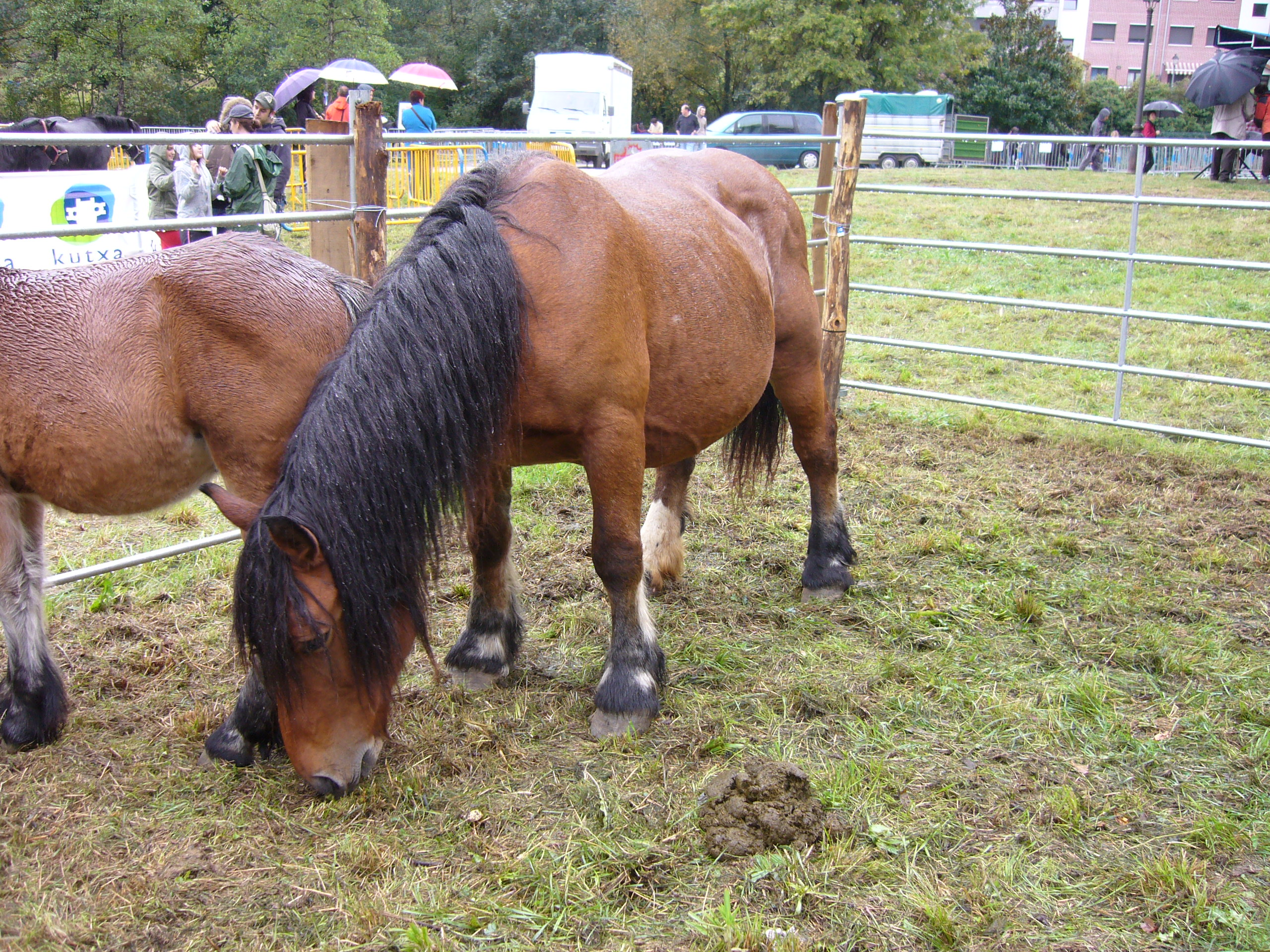
Cheval Burguete bai

C'est avant tout une race à viande : la majorité de la viande de cheval consommée en Navarre en provient. Les femelles sont réputées pour leurs qualités maternelles, qui permettent des croisements mulassiers et des croisements pour la viande avec des étalons plus lourds.

## Diffusion de l'élevage
Le Burguete forme une race indigène de la Navarre, surtout fréquente dans le Nord-Est de la région, dans des villes et villages comme Burguete, Arrieta, Hiriberri-Villanueva de Aezkoa et Isaba. Il est possible d'en trouver également dans l'ouest de la région, vers Urbasa et Andía. En 2003, 3 300 individus environ sont recensés. Le Burguete fait partie du groupe des Razas Autóctonas en Peligro de Extinción, les races locales en danger d'extinction.